# Program do DVD authoringu
Program do DVD authoringu – wyspecjalizowany program do tworzenie interfejsów płyt CD/DVD, wyświetlanych za pomocą odtwarzacza DVD w komputerze lub odbiorniku telewizyjnym.
Program taki odróżnia się od zwykłego programu do wypalania płyt tym, że nie tylko przenosi materiały na płytę, ale i pozwala zbudować interfejs, za pomocą którego można wyświetlać zawartość płyty i sterować nią, co jest istotne zwłaszcza wtedy, gdy na płycie są umieszczane multimedia, jak dźwięk, grafika i wideo.
Określenie „DVD authoring” jest nieco mylące, gdyż mianem tym określa się technikę tworzenia interfejsu nie tylko płyty DVD, ale i VideoCD czy Super VideoCD, a także DVD on CD. Ta ostatnia, zwana miniDVD, pozwala wykorzystać na płycie CD niektóre techniczne walory DVD.
W ujęciu modelowym program oferuje narzędzia do sekwencji czynności:
- Etap gromadzenia mediów – pliki, które znajdą się na płycie, grafika, dźwięk i filmy. Grafika jest zwykle organizowana w postaci oddzielnych pokazów slajdów zawierających pewną liczbę zdjęć. Kolekcji takich może być wiele, i można im zwykle przypisać tło dźwiękowe, obraz tła, czas wyświetlania pojedynczego slajdu, przejścia między slajdami a niekiedy nawet słowny komentarz. Programy do authoringu dysponują nierzadko narzędziem do pobierania filmu bezpośrednio z kamery cyfrowej lub analogowej oraz kamery internetowej.
- Etap tworzenia menu – wykorzystanie gotowego szablonu, który można modyfikować, przede wszystkim wprowadzać napisy, graficzne czy muzyczne. Niektóre programy pozwalają całkowicie przemodelować szablon, zmieniając układ ikon dla rozdziałów, czcionkę w napisach czy tło.
- Etap generowania aplikacji – wypalanie płyty z gotową aplikacją. W przypadku VCD i SVCD można od razu nagrać płytę albo tylko utworzyć obraz płyty na dysku twardym do późniejszego wypalenia. W przypadku DVD można dodatkowo utworzyć foldery DVD na dysku, które mogą być uruchamiane przez odtwarzacze DVD, jak np. PowerDVD czy WinDVD.
- Etap tworzenia etykiet – zaprojektowanie naklejki na płyty oraz okładki pudełka, które drukuje się zwykle na drukarce atramentowej.

Niektóre znane programy do DVD authoringu to: Ulead DVD MovieFactory, Ulead DVD PictureShow, Movies to CD & DVD, Pinnacle Expression